# Bastón (heráldica)

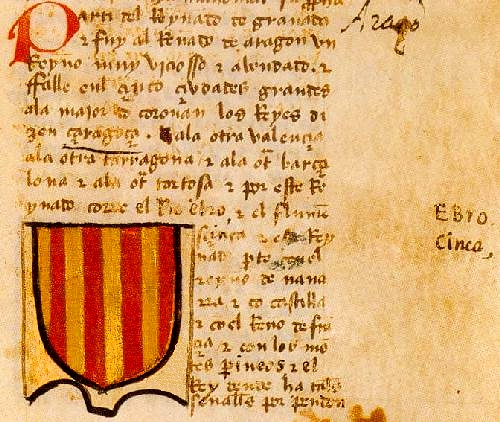
El Señal Real en el Libro del conocimiento (h. 1385), que muestra el empleo de la palabra «bastones», la denominación tradicional en la península ibérica para referirse a los palos, en la descripción del escudo: «Partí [...] e fui al reinado de Aragón, un reino muy viciosso e abondado. E fallé en él cinco cibdades grandes. A la mayor, do coronan los reyes, dizen Çaragoça. A la otra Valenzia, a la otra Tarragona et a la otra Barçalona e a la otra Tortosa. [...] E el rey dénde ha por señales nueve bastones amarillos e bermejos atales».

En heráldica, se denomina bastón a las franjas que recorren el escudo en sentido vertical también conocidas habitualmente como «palos» o «brazos». 
Fue la denominación tradicional en España para las piezas verticales de los emblemas heráldicos. Así, se documenta en los siglos XIII y XIV, con preferencia sobre la voz palo y palado de origen francés, que se difundió en ámbitos más cultos a partir de finales del XIV.
En español se utilizaba la voz «bastonado» para designar las franjas de colores aplicadas a los tejidos. En el Libro del conocimiento, armorial castellano de fines del siglo XIV (después de 1385), se observa la denominación «bastones».
En la Corona de Aragón, se documenta el nombre de bastones para referirse a la pieza llamada en francés pal o palé, en inglés piles y en italiano doghe —que aludía a las tablas del tonel—, todas ellas referentes a las piezas verticales de los escudos armeros. Así se registra en provenzal en 1285 en el trovador Bernat d'Auriac y en 1288 en latín en un documento suscrito por la nobleza aragonesa, en ambos casos con relación al Señal Real de Aragón: 

Item quod dictus Rex Aragonum habeat semper in scuto, vexillo, sigillis ac aliis locis ubi sua signa pingenda seu ponenda sint, signum regni Aragonum, scilicet: bastones, unum aureum et alium rubeum, nullo alio signo eisdem apponito vel adiuncto. [Además, que el dicho Rey de Aragón tenga siempre en su escudo, enseña, sellos y otros lugares donde esté pintado o colocado su emblema, el señal del reino de Aragón, a saber: bastones, uno de oro y otro rojo, sin ningún otro signo adjunto o sobrepuesto a él.]
Menéndez Pidal de Navascués, El escudo de España, 2004, pág. 147.

También fueron preferentemente conocidos como «bastones» en la cancillería regia de Pedro IV de Aragón. Se utiliza en la Crónica de San Juan de la Peña y en la concesión del empleo de su señal real a la ciudad de Valencia en 1377.
En fuentes literarias hispánicas y, sobre todo, a partir de la Edad Moderna, fue común el empleo del término barras, pese a que en heráldica, técnicamente, son franjas diagonales que recorren el campo desde el ángulo superior izquierdo desde el punto de vista del espectador, hasta el inferior derecho.